# Anastassija Michailowna Pribylowa
Anastassija Michailowna Pribylowa (russisch Анастасия Михайловна Прибылова, engl. Transkription Anastasia Pribylova; * 12. Februar 1996) ist eine russische Tennisspielerin.

## Karriere
Pribylova bevorzugt Hartplätze und spielt vorrangig auf der ITF Women’s World Tennis Tour, wo sie bislang vier Titel im Einzel und zwölf im Doppel gewann.

## Turniersiege

### Einzel
| Nr. | Datum             | Turnier             | Kategorie   | Belag     | Finalgegnerin      | Ergebnis      |
| --- | ----------------- | ------------------- | ----------- | --------- | ------------------ | ------------- |
| 1.  | 18. Mai 2014      | Akkon               | ITF $10.000 | Hartplatz | Saray Sterenbach   | 6:2, 6:4      |
| 2.  | 7. Dezember 2014  | Scharm asch-Schaich | ITF $10.000 | Hartplatz | Simona Heinova     | 7:5, 6:2      |
| 3.  | 8. November 2015  | Scharm asch-Schaich | ITF $10.000 | Hartplatz | Kamila Kerimbajewa | 6:2, 7:65     |
| 4.  | 18. November 2018 | Scharm asch-Schaich | ITF $15.000 | Hartplatz | Barbora Matúšová   | 4:6, 7:5, 6:2 |

### Doppel
| Nr. | Datum             | Turnier             | Kategorie   | Belag             | Partnerin             | Finalgegnerinnen                               | Ergebnis          |
| --- | ----------------- | ------------------- | ----------- | ----------------- | --------------------- | ---------------------------------------------- | ----------------- |
| 1.  | 29. November 2014 | Scharm asch-Schaich | ITF $10.000 | Hartplatz         | Anna Morgina          | Snehadevi Reddy Dhruthi Tatachar Venugopal     | 6:4, 6:4          |
| 2.  | 23. April 2016    | Scharm asch-Schaich | ITF $10.000 | Hartplatz         | Naomi Totka           | Ola Abou Zekry Despina Papamichail             | 6:1, 3:6, [14:12] |
| 3.  | 10. Februar 2018  | Scharm asch-Schaich | ITF $15.000 | Hartplatz         | Emily Webley-Smith    | Laura-Ioana Paar Julia Kimmelmann              | 6:3, 6:3          |
| 4.  | 13. Oktober 2018  | Aschkelon           | ITF $15.000 | Hartplatz         | Anna Pribylowa        | Dorka Drahota-Szabó Adrienn Nagy               | 7:5, 6:4          |
| 5.  | 20. Oktober 2018  | Ofakim              | ITF $15.000 | Hartplatz         | Anna Pribylowa        | Anna Jakowlewa Sadaf Tolibova                  | ohne Spiel        |
| 6.  | 3. November 2018  | Petange             | ITF $25.000 | Hartplatz (Halle) | Nina Stojanović       | Katarzyna Piter Chantal Škamlová               | 2:6, 6:2, [10:8]  |
| 7.  | 22. Dezember 2018 | Antalya             | ITF $15.000 | Hartplatz         | Anna Pribylowa        | Jekaterina Wischnewskaja Angelina Schurawljowa | 6:75, 6:3, [10:7] |
| 8.  | 9. November 2019  | Pärnu               | ITF W15     | Hartplatz (Halle) | Suzan Lamens          | Iveta Daujotaite Patrīcija Špaka               | 6:1, 6:2          |
| 9.  | 8. Februar 2020   | Monastir            | ITF W15     | Hartplatz         | Anastassija Tichonowa | Katharina Hering Lisa Ponomar                  | 5:7, 7:64, [10:4] |
| 10. | 20. März 2021     | Monastir            | ITF W15     | Hartplatz         | Isabelle Haverlag     | Rina Saigō Yukina Saigō                        | 6:3, 6:1          |
| 11. | 27. März 2021     | Monastir            | ITF W15     | Hartplatz         | Isabelle Haverlag     | Anastasia Kulikova Yasmine Mansouri            | 6:3, 6:1          |
| 12. | 3. April 2021     | Monastir            | ITF W15     | Hartplatz         | Isabelle Haverlag     | Alexandra Osborne Andrea Renee Villarreal      | 6:3, 6:1          |